# Pyrausta nigrata
Pyrausta nigrata ist ein Schmetterling (Nachtfalter) aus der Familie der Crambidae.

## Merkmale
Die Falter haben eine Flügelspannweite von 14 bis 17 mm (bzw. eine Vorderflügellänge von 8 bis 9 mm). Die Flügel sind schwarzbraun gefärbt mit je einer geschwungenen, weißen Querbinde. Auf dem Vorderflügel entspricht sie in etwa der äußeren Querlinie, auf dem Hinterflügel der Medianlinie. Auf dem Vorderflügel ist noch ein Diskalfleck und ein Strich oder Fleck am Innenrand, etwa im Bereich der inneren Querlinie. Auf dem Hinterflügel kommt noch ein weißer Fleck im Wurzelfeld (oder Basalfeld) hinzu.
Die Raupe ist grün bis hellbraun gefärbt, oft auf dem Rücken etwas dunkler. Sie besitzt eine schwach angedeutete Rückenlinie. Die Pinnacula auf den Segmenten I, II, III und VII sind dunkelbraun, die restlichen Pinnacula heller. Der Kopf ist hell mit einer dunkelbraunen Musterung. Das Nackenschild ist olivgrün. Sie ist erwachsen bis zu 19 mm lang.

### Ähnliche Arten
Eine gewisse Ähnlichkeit besteht auch zu Pyrausta cingulata und Pyrausta rectefascialis. Diese Arten sind durch die schwach wellige oder gerade Vorderflügelquerbinde und das Fehlen weiterer kleiner weißer Zeichnungselemente auf den Vorderflügeln sicher von Pyrausta nigrata zu unterscheiden.

## Geographische Verbreitung und Lebensraum
Pyrausta nigrata ist in Europa weit verbreitet, von Portugal im Westen bis nach Russland. Im Norden reicht das Verbreitungsgebiet bis nach Skandinavien im Süden bis nach Italien und die Balkanhalbinsel sowie in die Nordwesttürkei (Provinz Bursa).
Die Art bevorzugt trockene, aber auch etwas feuchtere, grasreiche Habitate in der offenen Landschaft.

## Lebensweise
Pyrausta nigrata bildet wahrscheinlich zwei Generationen aus; die tagaktiven Falter fliegen von Mitte April  bis August.
Die oligophagen Raupen leben in einem Gespinst dicht am Boden in den Nahrungspflanzen. Gefressen werden Sand-Thymian (Thymus serpyllum), Oregano (Origanum vulgare), Ackerminze (Mentha arvensis), Wiesen-Salbei (Salvia pratensis), Meier (Asperula) und Waldmeister (Galium odoratum). Der kleinen Raupen fressen zunächst die oberste Schicht der Blätter, später erfolgt Loch- und Totalfraß. Die Raupe überwintert und verpuppt sich im Frühjahr.

## Systematik und Taxonomie
Das Taxon wurde 1763 von Giovanni Antonio Scopoli als Phalaena nigrata erstmals wissenschaftlich beschrieben. Der Holotypus wurde in "districtu Idriensi" (= Idrija, Slowenien) gesammelt und ist heute verloren.

## Belege